# UPS功能紊乱
UPS功能紊乱是基于2004年诺贝尔化学奖得主阿夫拉姆·赫什科等人发现的泛素调节的蛋白质降解。这一发现使人们在DNA修复、基因复制以及免疫系统等方面有了更进一步的了解。最新的国内外研究发现，如果出现UPS功能紊乱，就会导致包括癌症在内的各种疾病。

## UPS功能紊乱简介
UPS(Ubiquitin-proteasome system,泛素-蛋白酶体系统)是细胞内蛋白质降解的多组分系统，它参与细胞的生长、分化，DNA复制与修复，细胞代谢、免疫反应等重要生理生化过程。
在细胞内，绝大多数蛋白质都是通过UPS分解的。UPS主要起两方面的作用：一是通过分解异常或损伤的蛋白质以维持细胞的质量；二是通过分解特定功能的蛋白质来控制细胞的基本生命活动；两者最终保障组织和器官功能的正常发挥。
整个UPS涉及诸多控制节点，当这些控制节点都处于正常状态时，细胞内各种蛋白质的分解以保证机体各项功能高效发挥为原则，始终维持在一个动态的平衡状态之中。
UPS功能紊乱是指动态平衡被打破，细胞内蛋白质代谢失衡所导致一系列外在疾病的最内在紊乱。

## 危害
UPS功能紊乱在人类许多疾病的发病过程中扮演着重要作用，根据其机制主要分为2类：第1类是UPS系统的酶突变导致这些底物不能正常降解；第2类是加速降解某些蛋白。
目前所知道的许多神经系统变性疾病如阿尔茨海默病，帕金森氏病，以及亨廷顿病的发病过程中，都有UPS的身影，而宫颈癌等癌症，以及动脉粥样硬化、肥厚性心肌病等临床病理改变和疾病，已经探明了UPS发生异常的具体靶点。

## 相关疾病

### 与动脉粥样硬化
研究表明，UPS功能紊乱可以增加内源性氧化应激条件下的功能受损，如糖尿病和冠状动脉疾病。UPS功能紊乱增加了斑块中巨噬细胞的氧化应激表达，结果提高了NFkB的合成，这在动脉粥样硬化进展的病理生理机制可能是一个关键的步骤。 最重要的是，UPS功能紊乱导致动脉粥样硬化血管炎症活动度增加，这反过来又导致进一步增加氧化应激，从而可能会增加泛素化蛋白。
报告表明，蛋白酶抑制以调整UPS功能紊乱，减少动脉粥样硬化的进展阶段的增殖现象可能是一种有效的治疗策略。

### 与肿瘤
UPS控制各种细胞蛋白质的水平，活动和位置。UPS功能紊乱会使癌基因过度表达，如c-Myc和c-Jun的表现，从而提高癌症的发病率。
研究发现50%的人类癌症，都源于泛素连接酶出现异常而导致蛋白质P53被过度分解。蛋白质P53的数量一旦下降，失去遏制的变异细胞便会趁机肆意繁殖而形成癌症。

### 与心脏疾病
2013年2月份意大利科学家 Antonio Cittadini、 Michele Pagano、 Tiffany Seto、Julia Pagan联合发布了《泛素蛋白酶体系统在心脏中的作用》的文章，并得到了美国心脏协会的认可。论文中阐述了UPS是维持心脏平衡的重要条件，一旦出现UPS功能紊乱，就会出现心脏疾病的研究结果。另外，文章中，还表明，继续研究UPS功能紊乱的调节是日后控制预防心脏疾病的主要方法。

### 与帕金森氏症
帕金森氏病（PD）是最常见的神经退行性运动障碍。 虽然有过很多的研究主题，单帕金森病的病因仍知之甚少。新加坡科学家经过多年研究，证明泛素-蛋白酶体系统（UPS）和PD的发病机制畸变的一种密切的联系。如能调节UPS功能紊乱就可能在帕金森病的治疗提供创新的方法。
正常条件下，往蛋白酶体降解的蛋白质与泛素蛋白链的标签，通过泛素活化酶（E1），泛素交联酶（E2）和泛素连接酶（E3）的直链反应的多轮。 E3的一个例子是帕金。 泛素化反应逆转去泛素化，UCHL1是一个成员的行动。 在ATP的形式的能源进行驱动的UPS机械。 年龄相关的变化，外源性应激，线粒体改变和PD-链接的帕金，UCHL1和α-突触核蛋白基因突变可能促进了UPS的中断，可以想象的积累导致蛋白质聚集体或异常蛋白中间体，可直接损害神经生存期。路易体被认为是形成作为由该单元的尝试的结果，多价螯合这些异常蛋白质。提高蛋白质重新折叠伴侣Hsp70和通过刺激自噬蛋白聚集体的间隙。

## 意义
UPS功能紊乱彻底颠覆了人们对疾病的惯有认知。在原有的医学体系里，癌症与动脉粥样硬化根本就是风马牛不相及的两类疾病，UPS却从分子层面告诉人们，这两类看似互不相关的疾病却有一个共同病因，即UPS功能紊乱。
然而，UPS功能紊乱的最大意义还在于它的可干预性将重新定义某些疾病的属性，比如难以根治、终身用药等。这些疾病不光包括动脉粥样硬化所引起的一系列心脑血管疾病，也包括各种组织与器官癌症，甚至连精神分裂症、帕金森综合症都在此列。

## 趋势
现代医学理论，包括许多常见疾病的发病机理，随着UPS功能紊乱的研究，被进一步挖掘出来，而进一步的研究成果也揭示，关于UPS功能紊乱的调整，将有成为很多疾病的新治疗途径。
1. ↑  .   [2013-06-27]. （原始内容存档于2016-03-04） （中文）.
2. ↑  .   [2013-06-27]. （原始内容存档于2013-05-11） （英语）.
3. ↑  .   [2013-06-27]. （原始内容存档于2019-12-04） （英语）.
4. ↑  .   [2013-06-27]. （原始内容存档于2010-11-22） （英语）.
5. ↑  .   [2013-06-27]. （原始内容存档于2021-09-05） （中文）.
6. ↑  .   [2013-06-27]. （原始内容存档于2016-01-19） （英语）.
7. ↑  .   [2013-06-27]. （原始内容存档于2015-10-18） （英语）.
8. ↑  .   [2013-06-27]. （原始内容存档于2016-05-21） （英语）.